# Мельгар (футбольный клуб)
Футбольный клуб «Мельга́р» (исп. Foot Ball Club Melgar) — перуанский футбольный клуб из города Арекипа. Одна из старейших команд Перу, двукратный чемпион страны.

## История

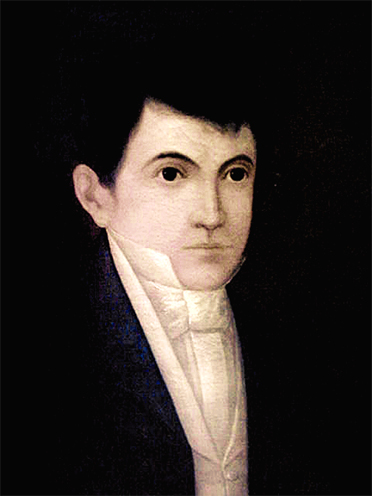
Мариано Мельгар — один из героев войны за независимость Перу, уроженец Арекипы

Клуб был основан 25 марта 1915 года. Получил название в честь Мариано Мельгара, перуанского борца за независимость от Испании, погибшего 12 марта 1815 года в Арекипе.
После победы в Кубке Перу 1971 года клуб ни разу не покидал высшего дивизиона перуанского футбола. По количеству набранных очков и проведённых сезонов «Мельгар» занимает четвёртое место в истории перуанских первенств начиная с 1966 года, когда к чемпионату были допущены клубы не из столичного региона.
Несмотря на стабильные выступления, «Мельгар» лишь дважды становился чемпионом Перу, в 1981 и 2015 годах. «Мельгар» стал первым клубом не из столичного региона, который сумел выиграть чемпионат Перу.
Самым большим соперником для «Мельгара» является «Сьенсиано» из Куско, с которым играется так называемое Класико Юга Перу (исп. Clásico del Sur Peruano).

## Достижения
- Чемпион Перу (2): 1981, 2015
- Вице-чемпион Перу (2): 1983, 2016
- Обладатель Кубка Перу (1): 1971
- Финалист Кубка Перу (2): 1969, 1970

Международные турниры
- Участник Кубок Либертадорес (7): 1982, 1984, 2016, 2017, 2018, 2019, 2023
- Участник Южноамериканского кубка (6): 2013, 2015, 2019, 2020, 2021, 2022 (1/2 финала)
- Участник Кубка КОНМЕБОЛ (1): 1998
- Участник Молодёжного Кубка Либертадорес (1): 2016